# (141) Lumen
(141) Lumen es un asteroide perteneciente al cinturón de asteroides descubierto por Paul Pierre Henry el 13 de enero de 1875 desde el observatorio de París, Francia. Está nombrado por la novela Lumen del astrónomo francés Camille Flammarion (1842-1925).

## Características orbitales
Lumen orbita a una distancia media del Sol de 2,665 ua, pudiendo alejarse hasta 3,237 ua y acercarse hasta 2,093 ua. Tiene una inclinación orbital de 11,9° y una excentricidad de 0,2145. Emplea 1589 días en completar una órbita alrededor del Sol.